# 胡小石 (词作家)
胡小石（1940年—），中国词作家、国家一级编剧，赫哲族新民歌《乌苏里船歌》的词作者。
1959年，胡小石进入哈尔滨歌舞剧院工作，由于缺乏对舞台的了解，被安排到乐队中锻炼。1962年，胡小石凭进入黑龙江省歌舞剧院创作室，正式开始音乐文学创作，同年创作了《乌苏里船歌》。1981年，胡小石创作《采一束山花献给党》歌词。
除了写词，胡小石还曾负责晚会策划撰稿工作，后担任黑龙江省歌舞剧院副院长。1993年，省歌舞剧院创排的音乐剧《鹰》由作曲家刘锡津作曲，胡小石编剧。1994年，该剧到北京演出，受到各界好评，曾获文化部文华大奖。